# Västerby, Ålands socken
Västerby är en småort i Ålands socken i Uppsala kommun i Uppsala län cirka 5 km öster om Järlåsa.

## Historia
Västerby är ursprungligen en del av byn Åland (omtalad första gången 1220), redan 1447 var dock byhalvorna åtskilda, då det i samband med ett arvskifte testamenteras en gård i Olana i Westra bynom i Olana sokn. Västerby omfattade 1541 2 mantal skattejord, 2 mantal kyrkojord, 3 mantal prebendejord samt ett frälsetorp, därtill en skatteutjord och en kyrkoutjord.

## Samhället
Västerbyn består av enfamiljshus samt bondgårdar och är belägen vid riksväg 72. I småorten ingår även Ålands kyrka och prästgården som annars räknas till Österby som avskiljes från Västerby av Sävaån. Länsväg C 576 går söderut mot Skogs-Tibble.